# Lambdina vitraria
Lambdina vitraria är en fjärilsart som beskrevs av Augustus Radcliffe Grote 1882. Lambdina vitraria ingår i släktet Lambdina och familjen mätare. Inga underarter finns listade i Catalogue of Life.

## Bildgalleri

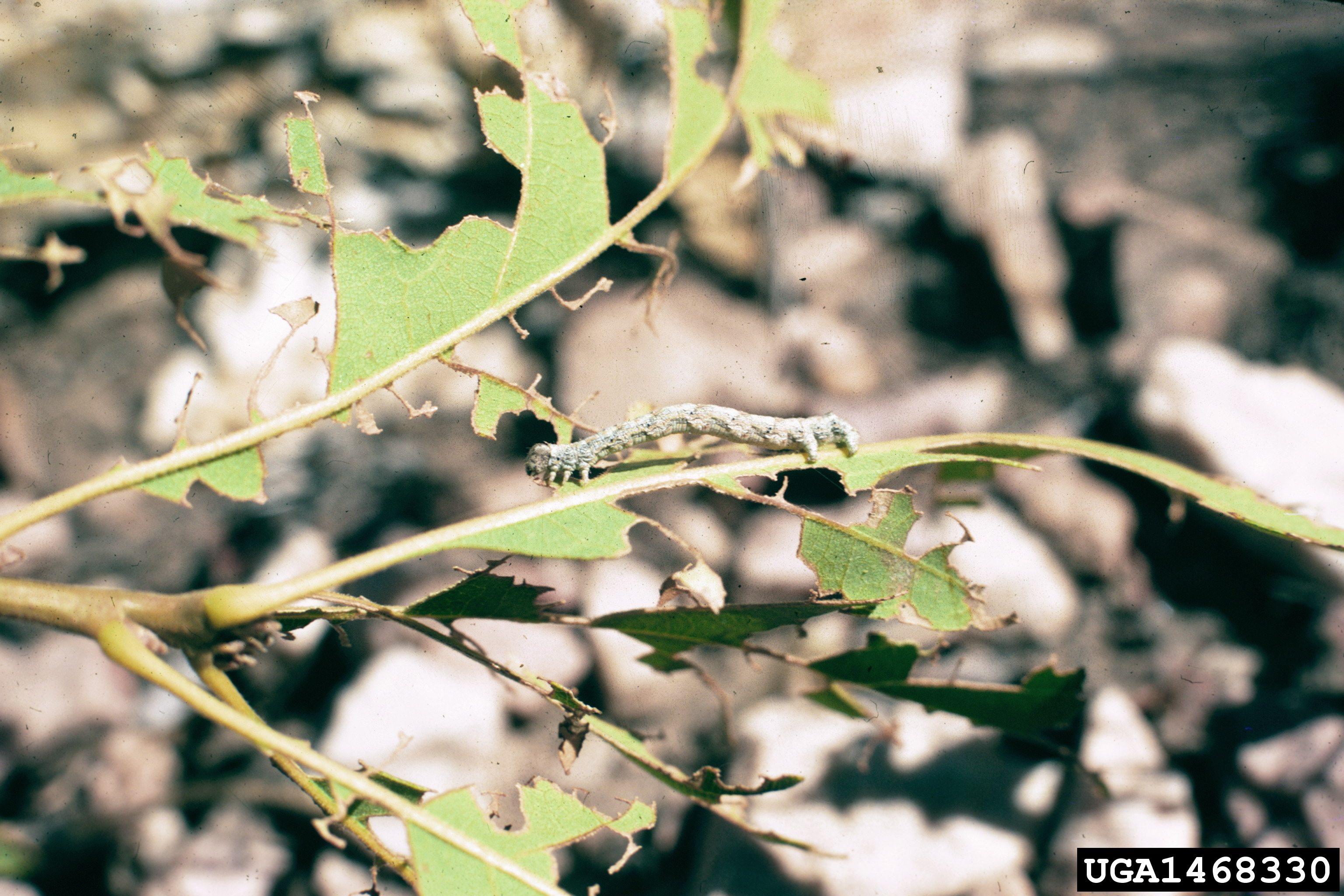
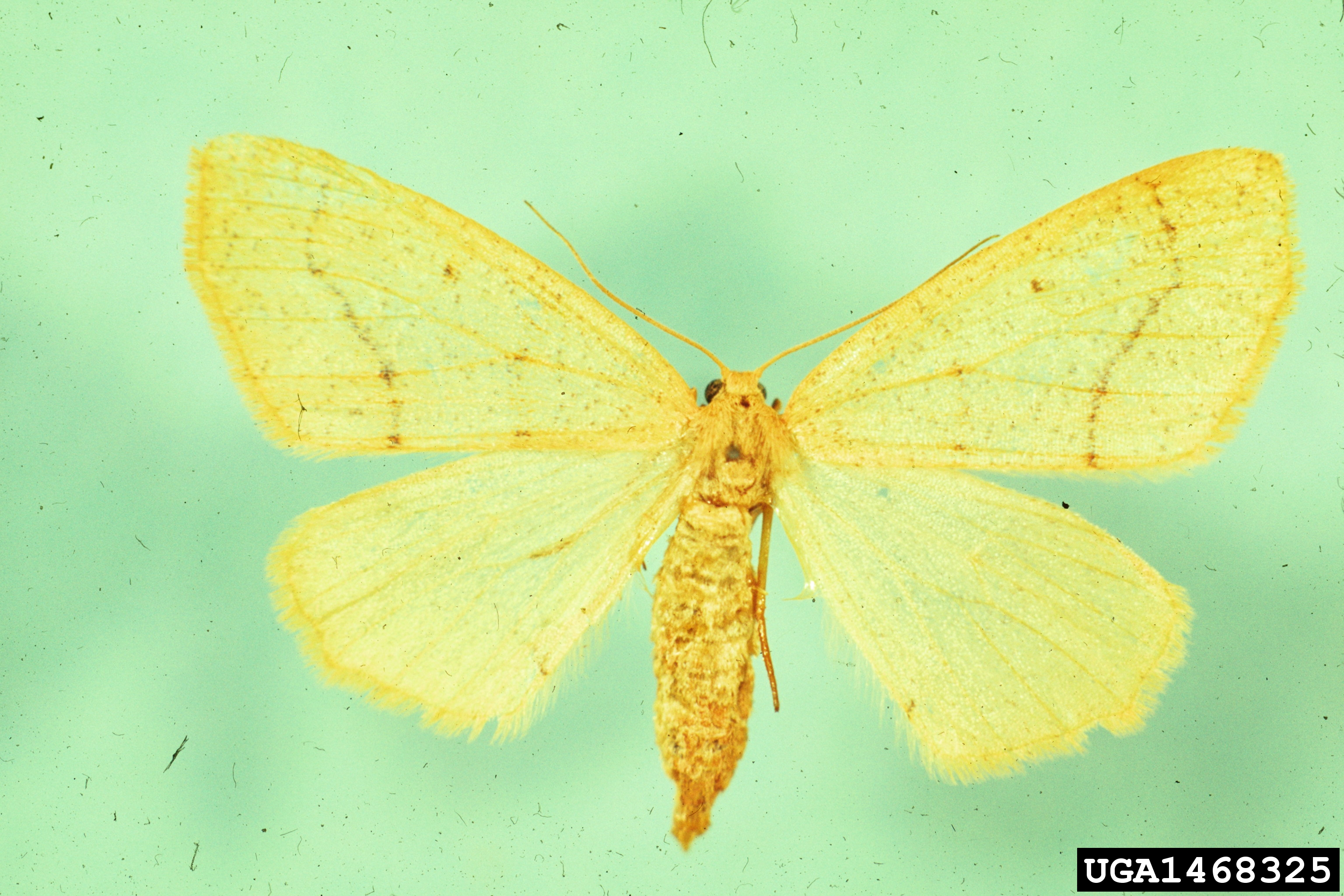